# Lee Jong-suk
Lee Jong-suk (hangul: 이종석; ur. 14 września 1989 w Suwon) – południowokoreański aktor. Zadebiutował w 2005 roku jako model na pokazach mody, stając się najmłodszym modelem męskim, który zawsze uczestniczył w Seoul Fashion Week. Stał się znany dzięki roli w Haggyo 2013 (2012), grał główne role w serialach Neoui moksoriga deulryeo (2013), Doctor yibangin (2014), Pinocchio (2014), W (2016) oraz Dangsin-i jamdeun saie (2017).
W 2016 roku ukończył studia w Konkuk University na kierunku Professional Motion Pictures Art.
Lee rozpoczął obowiązkową służbę wojskową w dniu 8 marca 2019 roku. Został uznany za niezdolnego do zaciągnięcia się do służby czynnej w wyniku wypadku samochodowego, gdy był uczniem gimnazjum, dlatego w wojsku pracował jako urzędnik służby publicznej. Jong-suk zakończył służbę 2 stycznia 2021 roku.

## Filmografia

### Filmy
| Rok  | Tytuł                  | Rola                           |
| ---- | ---------------------- | ------------------------------ |
| 2005 | Sidaegyogam            | Lee Han-sol                    |
| 2010 | Gwi                    | Baek Hyun-wook                 |
| 2012 | As One (kor. 코리아)   | Choi Kyung-sub                 |
| 2012 | R2B: Powrót do bazy    | Ji Seok-hyun                   |
| 2013 | Gwansang               | Kim Jin-hyeong, syn Nae-gyeong |
| 2013 | No Breathing           | Jeong Woo-sang                 |
| 2014 | Pikkeulneun cheongchun | Kang Joong-gil                 |
| 2017 | VIP                    | Kim Gwang-il                   |

### Telewizja
| Rok  | Tytuł                                                   | Rola                      | Stacja telewizyjna |
| ---- | ------------------------------------------------------- | ------------------------- | ------------------ |
| 2010 | Geomsa princess                                         | Lee Woo-hyun              | SBS                |
| 2010 | Secret Garden                                           | Han Tae-sun               | SBS                |
| 2011 | High Kick! Jjalb-eun dariui yeokseup                    | Ahn Jong-suk              | MBC                |
| 2012 | KBS Drama Special: Naega gajang yeppeoss-eul ttae pyeon | Yoon Jung-hyuk            | KBS                |
| 2012 | Szkoła 2013                                             | Go Nam-soon               | KBS                |
| 2013 | Neoui moksoriga deulryeo                                | Park Soo-ha               | SBS                |
| 2013 | Gamjabyeol 2013QR3                                      | Jong-suk (cameo)          | tvN                |
| 2014 | Doctor yibangin                                         | Park Hoon                 | SBS                |
| 2014 | Pinocchio                                               | Choi Dal-po / Ki Ha-myung | SBS                |
| 2016 | Gogh-ui byeol-i bitnaneun bam-e                         | Song Dae-ki (cameo)       | Sohu               |
| 2016 | W – Dwa światy                                          | Kang Chul                 | MBC                |
| 2016 | Yeokdo-yojeong Kim Bok-joo                              | Lee Jong-suk (cameo)      | MBC                |
| 2016 | Cheotkiseuman ilgopbeonjjae (web drama)                 | Lee Jong-suk              | Naver TV Cast      |
| 2017 | Jade Lover (chn. 翡翠恋人)                              | Bai Luohan                | Anhui TV           |
| 2017 | Dangsin-i jamdeun saie                                  | Jung Jae-chan             | SBS                |
| 2019 | Romance Is a Bonus Book                                 | Cha Eun-ho                | tvN                |

## Nagrody i nominacje
| Rok  | Ceremonia                                    | Nagroda                                                            | Wynik     |
| ---- | -------------------------------------------- | ------------------------------------------------------------------ | --------- |
| 2005 | South Korean Superstar Selection Competition | Star of New Advertising Models                                     | Wygrana   |
| 2006 | SMART Model Contest                          | Most Photogenic Award                                              | Wygrana   |
| 2011 | 4th Style Icon Awards                        | SIA's Choice Award                                                 | Wygrana   |
| 2012 | KBS Drama Awards                             | Najlepszy nowy aktor (Szkoła 2013)                                 | Wygrana   |
| 2013 | 49. Baeksang Arts Awards                     | Najpopularniejszy aktor filmowy (As One)                           | Nominacja |
| 2013 | 7th Mnet 20's Choice Awards                  | 20's Drama Star – Male                                             | Nominacja |
| 2013 | 6. Korea Drama Awards                        | Excellence Award, Actor (Neoui moksoriga deulryeo)                 | Wygrana   |
| 2013 | 6. Korea Drama Awards                        | Najlepsza para (razem z Lee Bo-young) (Neoui moksoriga deulryeo)   | Wygrana   |
| 2013 | 6th Style Icon Awards                        | The 21st Century Gentleman (Neoui moksoriga deulryeo)              | Wygrana   |
| 2013 | 21st Korean Culture and Entertainment Awards | Top Excellence Award, Actor (Neoui moksoriga deulryeo)             | Wygrana   |
| 2013 | 21st Korean Culture and Entertainment Awards | Hallyu Grand Award (Neoui moksoriga deulryeo)                      | Wygrana   |
| 2013 | 2. APAN Star Awards                          | Excellence Award, Actor (Neoui moksoriga deulryeo)                 | Wygrana   |
| 2013 | 2. APAN Star Awards                          | Najlepsza para (razem z Lee Bo-young) (Neoui moksoriga deulryeo)   | Wygrana   |
| 2013 | SBS Drama Awards                             | Excellence Award, Actor in a Miniseries (Neoui moksoriga deulryeo) | Wygrana   |
| 2013 | SBS Drama Awards                             | Top 10 Stars (Neoui moksoriga deulryeo)                            | Wygrana   |
| 2013 | SBS Drama Awards                             | Najlepsza para (razem z Lee Bo-young) (Neoui moksoriga deulryeo)   | Nominacja |
| 2014 | 9th Asia Model Festival Awards               | Model Star Award                                                   | Wygrana   |
| 2014 | 50th Baeksang Arts Awards                    | Najlepszy aktor telewizyjny (Neoui moksoriga deulryeo)             | Nominacja |
| 2014 | 50th Baeksang Arts Awards                    | Najpopularniejszy aktor telewizyjny (Neoui moksoriga deulryeo)     | Nominacja |
| 2014 | 50th Baeksang Arts Awards                    | Najpopularniejszy aktor filmowy (Pikkeulneun cheongchun)           | Nominacja |
| 2014 | 51. Grand Bell Awards                        | Nagroda popularności (Pikkeulneun cheongchun)                      | Nominacja |
| 2014 | 9th Seoul International Drama Awards         | People's Choice Actor (Neoui moksoriga deulryeo)                   | Nominacja |
| 2014 | 7. Korea Drama Awards                        | Top Excellence Award, Actor (Doctor yibangin)                      | Nominacja |
| 2014 | 7. Style Icon Awards                         | Top 10 Style Icons                                                 | Nominacja |
| 2014 | 27th Grimae Awards                           | Top Excellence Award (Doctor yibangin, Pinocchio)                  | Wygrana   |
| 2014 | SBS Drama Awards                             | SBS Special Award (Doctor yibangin, Pinocchio)                     | Wygrana   |
| 2014 | SBS Drama Awards                             | Top Excellence Award, Actor in a Drama Special (Pinocchio)         | Nominacja |
| 2014 | SBS Drama Awards                             | Top 10 Stars (Pinocchio)                                           | Wygrana   |
| 2014 | SBS Drama Awards                             | Netizen Popularity Award (Pinocchio)                               | Nominacja |
| 2014 | SBS Drama Awards                             | Najlepsza para (razem z Park Shin-hye) (Pinocchio)                 | Wygrana   |
| 2015 | 51. Baeksang Arts Awards                     | Najpopularniejszy aktor telewizyjny (Pinocchio)                    | Wygrana   |
| 2015 | 2015 Korea Brand Stars                       | Wielka nagroda                                                     | Wygrana   |
| 2015 | 8th Korea Drama Awards                       | Top Excellence Award, Actor (Pinocchio)                            | Wygrana   |
| 2015 | 6th Korean Popular Culture & Arts Award      | Prime Minister Award                                               | Wygrana   |
| 2015 | 1st Hanbit Award                             | Aktor                                                              | Wygrana   |
| 2016 | 5. APAN Star Awards                          | Best Actor in a Miniseries, Top Excellence Award (W – Dwa światy)  | Nominacja |
| 2016 | 5. APAN Star Awards                          | Najlepsza para (razem z Han Hyo-joo) (W – Dwa światy)              | Nominacja |
| 2016 | MBC Drama Awards                             | Wielka nagroda (Daesang) (W – Dwa światy)                          | Wygrana   |
| 2016 | MBC Drama Awards                             | Top Excellence, Best Actor in a Miniseries (W – Dwa światy)        | Wygrana   |
| 2016 | MBC Drama Awards                             | Najlepsza para (razem z Han Hyo-joo) (W – Dwa światy)              | Wygrana   |